# مصطفى كنيفاتي
مصطفى كنيفاتي هو مسؤول أمني في الحكومة الانتقالية السورية. وهو أحد المسؤولين المشاركين إلى جانب الحكومة في الاشتباكات الدائرة غربي سوريا.